# داغ باقرلی
داغ باقرلی (به لاتین: Dağ Bağırlı) یک منطقه مسکونی در جمهوری آذربایجان است که در شهرستان شماخی واقع شده‌است. داغ باقرلی ۱۲۵۸ نفر جمعیت دارد.